# Pegoscapus danorum
Pegoscapus danorum är en stekelart som först beskrevs av Hoffmeyer 1932.  Pegoscapus danorum ingår i släktet Pegoscapus och familjen fikonsteklar. Inga underarter finns listade i Catalogue of Life.